# Alrosa Avia
Alrosa Avia (Russisch: Алроса Авиа) is een Russische luchtvaartmaatschappij met haar thuisbasis in Moskou. Zij voert chartervluchten uit voor passagiers en vracht.

## Geschiedenis
Alrosa Avia is opgericht in 1995 door de firma Almazy Rossil Sakha Trade, een diamantfirma.

## Vloot
De vloot van Alrosa Avia bestaat uit:(sept.2006)
- 3 Tupolev TU-134A
- 1 Tupolev TU-134B